# 森山いちご
森山 いちご（もりやま いちご）は日本の女性声優。主にアダルトゲームに声をあてている。

## 出演作品
太字は主役・メインキャラクター

### ゲーム

#### 2006年
- Swindle（土方華衣）

#### 2009年
- 恋の恋 Others（春雨さん）[1]
- 催眠学級（宮の沢鈴華）[2]
- トキノ戦華（詠姫）
- Hell Guide（此花天通）[3]

#### 2010年
- サクリファイス 〜捨牌の行方〜（尖石ゆとり）

#### 2011年
- 童貞な女子達とボク 〜もし仮に万が一、ボクがエッチに興味津々な童貞っぽい女子ばかりいる世界に行ったとしたら〜（安藤璃子[4]、猫田美々[5]）

#### 2012年
- またにてぃもんすたぁず!第二話 〜『神狼会長と由緒正しき子作り宣言!』〜（狼牙峰 オオコ）[6]
- またにてぃもんすたぁず!第三話 〜『深窓の真祖とえっちでアブナイ真相追求!』〜（狼牙峰 オオコ）
- またにてぃもんすたぁず!第四話 〜『純情な淫魔と清純な不純異性交遊!』〜（狼牙峰 オオコ）

#### 2013年
- またにてぃもんすたぁず!最終話 〜『デキちゃいましたっ!』〜（狼牙峰 オオコ）
- 机乙女。（美妻 伊智子）[7]

#### 2015年
- 魔法少女の兄〜下手な嘘と不良少年〜（浅川　さやか）
- Love and Peace（浜谷　ゆの、上条　由羅）

### ソーシャルゲーム
- 戦乱プリンセスＧ（武田　信玄、立花　宗茂）
- 宝石姫 JEWEL PRINCESS（イリスアゲート、スフェーン）